# Сломники
Сломни́ки (пол. Słomniki)  —  город  в Польше, входит в Малопольское воеводство,  Краковский повят.  Административный центр городско-сельской гмины Сломники. Занимает площадь 3,34 км². Население — 4434 человека (на 2013 год).

## Население
По состоянию на 2013 год в селе проживало 4434 человек.
| 2007 | 2013 |
| ---- | ---- |
| 4340 | 4434 |

| Перепись  | Всего   | Всего | Женщины | Женщины | Мужчины | Мужчины |
| --------- | ------- | ----- | ------- | ------- | ------- | ------- |
| Единицы   | человек | %     | человек | %       | человек | %       |
| Население | 4434    | 100   | 2318    | 52,57   | 2116    | 47,43   |